# Bitterfeld
Bitterfeld è una frazione della città tedesca di Bitterfeld-Wolfen, nella Sassonia-Anhalt.

## Storia
Citata per la prima volta nel 1224, la città di Bitterfeld si sviluppò fra il XIX e il XX secolo come importante centro dell'industria chimica IG Farben.
Nel corso della Seconda guerra mondiale nel 1943 vi fu creato un campo di concentramento per i militari italiani che avevano rifiutato, in cambio della libertà, di aderire alla Repubblica Sociale Italiana.
Dal 1949 al 1990 la città fece parte della Repubblica democratica tedesca.
Il 1º luglio 2007 la città di Bitterfeld fu fusa con la città di Wolfen e i comuni di Greppin, Holzweißig e Thalheim, formando la nuova città di Bitterfeld-Wolfen.

### Incidente alla stazione ferroviaria
Il 27 novembre 1977 la stazione ferroviaria di Bitterfeld è stato teatro di un tragico incidente ferroviario, quando la caldaia della locomotiva 01 1516-2 è esplosa, causando la morte di 9 persone. Oltre al macchinista e al fuochista della locomotiva, altre sette persone morirono colpite da schegge e detriti che volarono nella stazione di Bitterfeld e altre 45 persone rimasero ferite.